# Lónyay család
Lónyay család (Nagy Lónyai és Vásáros-Naményi.) Törzsökös ősi magyar család, mely a történészek szerint a Keme nemzetségből eredt, más források szerint, a Csák nemzetségből, Karácsonyi János a honfoglalás korában élő Keczel (Ketel) vezértől eredő Koppán nemzetségből származtatta a családot.

## Története

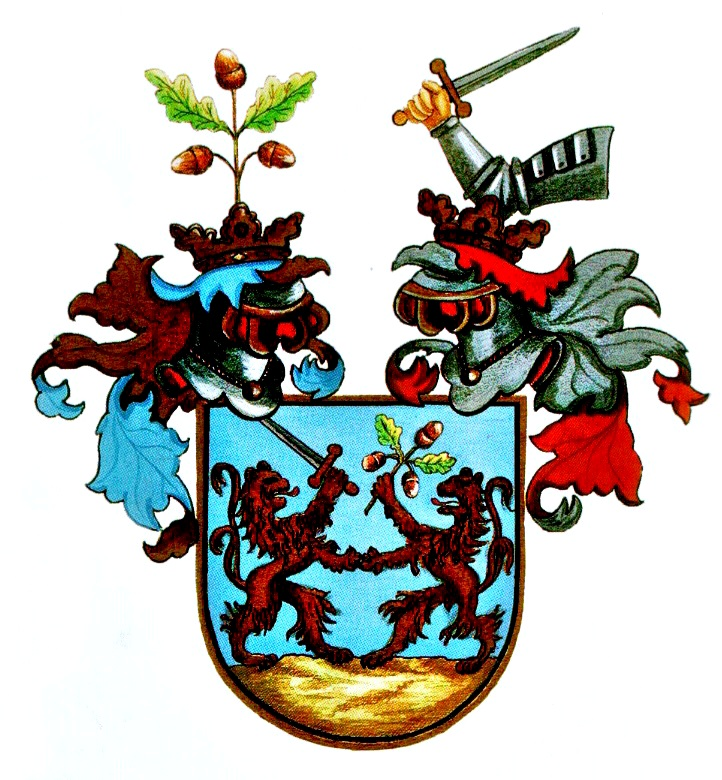
A nagylónyai és vásárosnaményi Lónyai család 1871-es grófi címere

Legelső ismert őse Gurg (György) de Lóna volt, aki 1032-ben Béla herceggel menekült Lengyelországba, s onnan vele visszatérve 1061-ben I. Béla király minden azelőtt tulajdonát képező birtokába visszahelyezte.
IV. Béla király korában élt a Lónyayak ősei közül László, kit a király a bécsújhelyi csatában tanúsított vitézségéért (e csatában apja és testvére is elhunyt) az I. Béla király által adományozott birtokokban megerősítette.
1271-ben fent nevezett László fia volt Berenczei Nane (Nane de Berenche), a Szatmár vármegyei Berencze helységben birtokos nemes. Az ő fia volt Jakab comes, ki V. István király korában élt, és 1291-ben Szatmár vármegye főispánja volt.
E Jakabtól vezethető le a család egyenes ági leszármazása okmányokkal igazolhatóan is.
Jakab feleségül vette a Rosd nemzetségből származó Rusdi Mihály özvegyét, mely által IV. László király 1285-ben Berenczei Jakab főispánnak adományozta Lónya helységet, az ő gyermekei és unokái már e birtokukról nevezik magukat Lónyayaknak.

## A tuzséri ág
A Lónyay család tuzséri ágának története a 18. században kezdődött, amikor birtokként kapták meg Tuzsért. Az első birtokos feltehetően Lónyay Zsigmond volt, aki már 1743-ban Tuzséron élt feleségével, Pogány Klárával. Fiai: Ferenc 1792-ben az egyház kurátora lett. Zsigmond és Klára házasságából született még egy lány, Florentina (†1808. augusztus 10.), aki később a kastélyt építtető Lónyay Jánosnak (†1809. február 8.) lett a felesége. Fiuk: Lónyay Gábor (*1778. március 28.), akit 1817-ben Ung megye főispánjává választottak. Ezen kívül a Tiszán inneni református Egyházmegye és a sárospataki főiskola főgondnoka is volt. Prónay Piroska bárónővel kötött házasságából hat gyermeke született, közülük Amália (†1806. november 10-én, néhány éves korában halt meg. Fia: Lónyay Gábor (†1824. május 8., legidősebb gyermeke Lónyay Florentina (†1802. április 25., †1885. október 25.) volt, aki félénk, bátortalan, mély érzésű gyermek volt. 1811-től húgával Piroskával a bécsi Steinacher családnál nevelkedtek, ahol kegyetlen szigorban volt részük. Talán ez késztette a félénk lánykát a naplóírásra is, melyben nyomon követhető belső világának fejlődése, érzelmeinek rezdülése. Férje, Lónyay János, akitől hat gyermeke született: Albert (*1823. április 30.), János (1828. június 29.), Lónyay Menyhért (*1822. január 6., †1884. november 3.), Bereg vármegye az 1843-as és 1847-es országgyűlésre is egyhangúlag választotta meg követének. 1845-ben vette feleségül Kappel Emíliát (†1888. október 20.). Házasságukból öt gyermek született: Gábor (*1851. október 8.) és Emília Malvina (*1856. augusztus 4.), Menyhért (*1849. augusztus 20., †1884. március 8.), felesége Forgách Margit, aki egyenes ági leszármazottja volt a Nagy Fejedelem kuruc generálisának, gróf Forgách Simonnak. Menyhértnek és Margitnak négy gyermeke született közülük az első három még az 5 éves kort sem érte meg, István (*1874. november 4.), Anna (*1879. szeptember 24., Márta (*1880. május 13.). 1880-ban a sokszoros bánat után érkezett meg a család utolsó csemetéje: Lónyay Pálma, születése után négy évvel meghalt édesapja Abbáziában, agyrázkódásban. 1901. június 8-án férjhez ment Odescalchi Jenő Zoárdhoz. Ezzel a házassággal fonódik össze a Lónyay és a Odescalchi család története. Édesanyja újra férjhez ment Alapi Salamon Tódorhoz, aki hozta magával lányát, Salamon Ellát is, aki 1894. szeptember 14-én a hipnotizőr Neukomm Ferenc produkciója közben szívszélhűdést kapott és meghalt. A tragikus esemény híre hamar szárnyra kelt Krúdy Gyula írása révén, a helyi és külföldi sajtó nyomán.

## A legismertebb Lónyayak
- I. Albert: 1504-ben a Magyar Királyság követe volt a Velencei Köztársaságban.
- VII. István (1547–1615): Tokaj  és Szatmár várának kapitánya. Báthory Katalint vette feleségül, akivel nagy birtokot kapott. Az ő fia volt I. Zsigmond, Lónyay Anna apja.
- I. Zsigmond (1593–1652): Bethlen Gábor tanácsosa és vezére. 1626-ban ő írta alá a pozsonyi békét, és nagy érdeme volt a linzi béke megkötésében is. Mint Kraszna vármegye és Bereg vármegye főispánját a protestánsok nádori méltóságra jelölték, II. Ferdinánd király pedig 1627. január 27-én bárói méltóságra emelte.[1] Férfi utód nélkül hunyt el.
- Lónyay Anna, I. Zsigmond egyik leánya Kemény János erdélyi fejedelem felesége volt.
- Lónyay Menyhért, akit Ferenc József király 1871. augusztus 3-án grófi rangra emelt, 1871–72 között Magyarország miniszterelnöke volt.
- A család egy másik ága: Lónyai Ödön (1834–1885) fiai, Gábor (1861–1917) és Elemér (1863–1946), akik 1896. október 29-én kapták meg a grófi címet. Lónyay Elemér 1900-ban feleségül vette Stefánia belga királyi hercegnőt, Rudolf trónörökös özvegyét. 1917. február 9-én IV. Károly király Lónyay Elemér grófot hercegi (Fürst) rangra emelte.

## Kastélyok, kúriák
- Tuzsér
- Bodrogolaszi

## Album

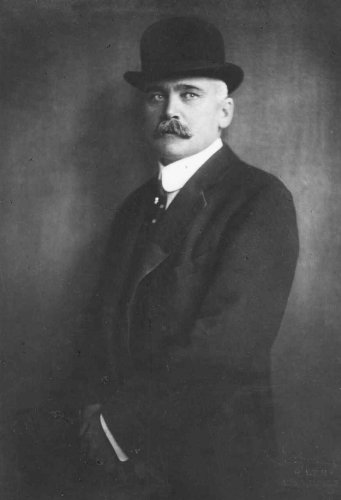
Lónyay Elemér
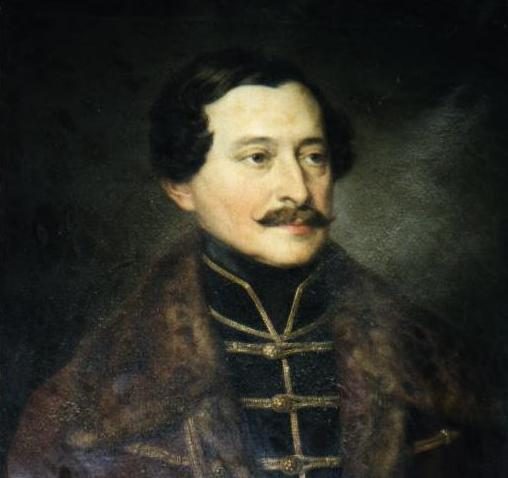
Lónyay János
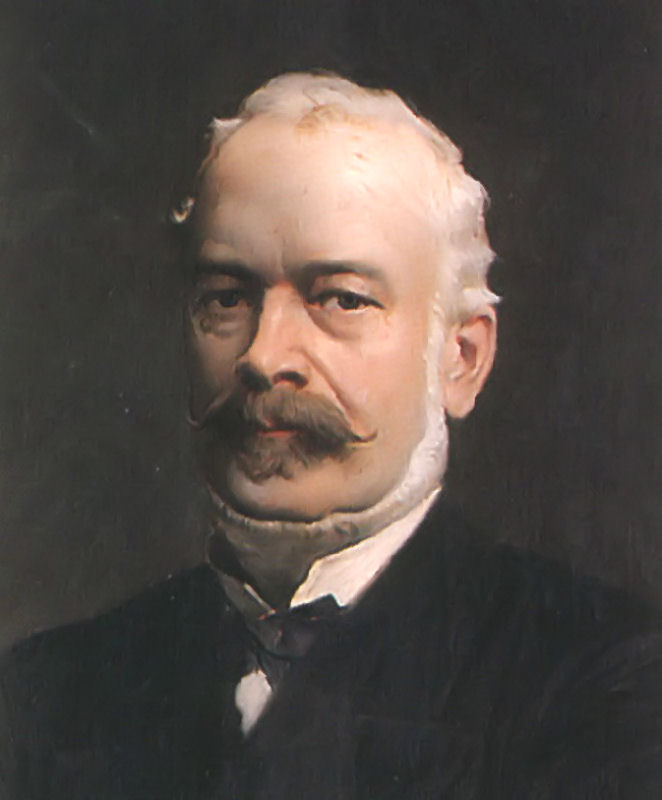
Lónyay Menyhért
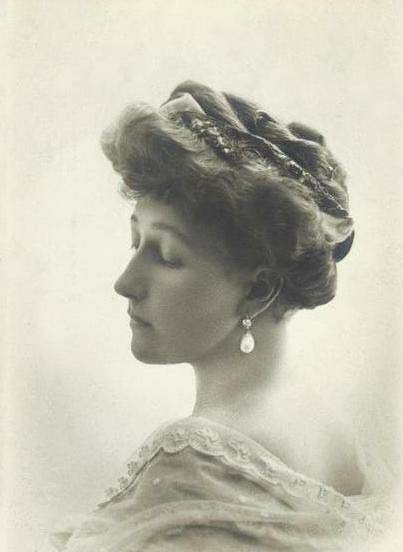
Stefánia belga királyi hercegnő Lónyay Elemér felesége
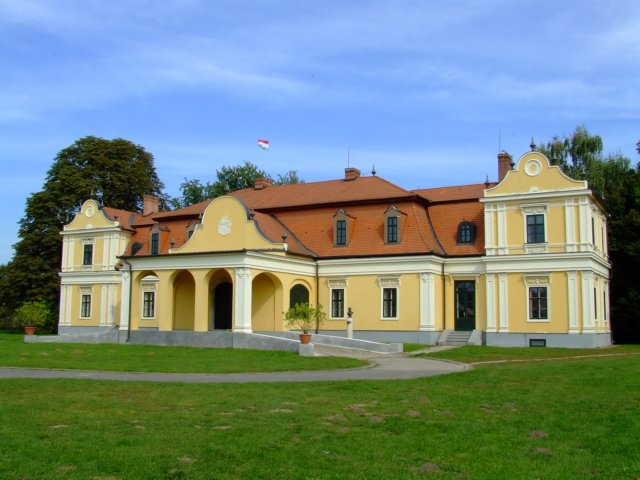
Lónyay-kastély, Tuzsér
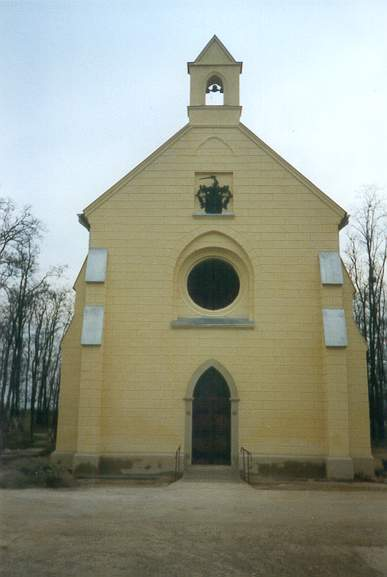
A családi kripta, Lónya

## Külső hivatkozások
- Családfa